# Championnat d'Espagne de football 1965-1966
Navigation
Primera División 1964-65 Primera División 1966-67
Le championnat d'Espagne de football 1965-1966 est la 35e édition du championnat. Elle est remportée par l'Atlético Madrid. Organisée par la Fédération espagnole de football, elle se dispute du 4 septembre 1965 au 3 avril 1966.
Le club madrilène l'emporte avec un point d'avance sur le tenant du titre, le Real Madrid et six sur le troisième, le CF Barcelone. C'est le cinquième titre des « Colchoneros » en championnat.
Le système de promotion/relégation ne change pas : descente et montée automatique pour les deux derniers de division 1 et les deux premiers des deux groupes de deuxième division, barrages de promotion pour les treizième et quatorzième de division 1 et les deuxième des deux groupes de division 2. En fin de saison, le RCD Majorque et le Real Betis Balompié, ainsi que le CD Málaga après barrages, sont relégués en deuxième division. Ils sont remplacés la saison suivante par le Deportivo La Corogne, l'Hércules Alicante et le Grenade CF.
L'attaquant espagnol Luciano Sánchez dit Vavá, de l'Elche CF, termine meilleur buteur du championnat avec 18 réalisations.

## Règlement de la compétition
Le championnat de Primera División est organisé par la Fédération espagnole de football, il se déroule du 4 septembre 1965 au 3 avril 1966.
Il se dispute en une poule unique de 16 équipes qui s'affrontent à deux reprises, une fois à domicile et une fois à l'extérieur. L'ordre des matchs est déterminé par un tirage au sort avant le début de la compétition.
Le classement final est établi en fonction des points gagnés par chaque équipe lors de chaque rencontre : deux points pour une victoire, un pour un match nul et aucun en cas de défaite. En cas d'égalité de points entre deux ou plusieurs de clubs en fin de championnat, le classement se fait à la différence de buts. L'équipe possédant le plus de points à la fin de la compétition est proclamée championne. En fin de saison, les deux derniers du championnat sont relégués en Segunda División et remplacés par les deux premiers des deux groupes de ce championnat. Des barrages de promotion sont disputés entre les treizième et quatorzième de division 1 et les deuxième des deux groupes de division 2.

## Équipes participantes
Cette saison de championnat se dispute à 16 équipes.
| \| A. Bilbao Atlético Madrid CF Barcelone Séville CF Real Madrid Valence CF Betis Balompié Real Saragosse Elche CF Córdoba CF Espanyol UD Las Palmas Pontevedra CF RCD Majorque CD Málaga CE Sabadell \| Localisation des clubs engagés dans le championnat. |
| A. Bilbao Atlético Madrid CF Barcelone Séville CF Real Madrid Valence CF Betis Balompié Real Saragosse Elche CF Córdoba CF Espanyol UD Las Palmas Pontevedra CF RCD Majorque CD Málaga CE Sabadell                                                           |

| Clubs              | Ville                      | Stade                 | Capacité |
| ------------------ | -------------------------- | --------------------- | -------- |
| Atlético Bilbao    | Bilbao                     | San Mamés             | 41 400   |
| Atlético Madrid    | Madrid                     | Metropolitano         | 58 000   |
| CF Barcelone       | Barcelone                  | Camp Nou              | 90 138   |
| Betis Balompié     | Séville                    | Benito Villamarín     | 16 060   |
| Córdoba CF         | Cordoue                    | El Arcángel           | 23 800   |
| Elche CF           | Elche                      | Altabix (es)          | 12 000   |
| Espanyol Barcelone | Barcelone                  | Sarriá                | 37 618   |
| UD Las Palmas      | Las Palmas de Gran Canaria | Insular               | 20 000   |
| RCD Majorque       | Palma de Majorque          | Lluís Sitjar          | 21 200   |
| CD Málaga          | Malaga                     | La Rosaleda           | 11 734   |
| Real Madrid        | Madrid                     | Santiago Bernabéu     | 98 000   |
| Pontevedra CF      | Pontevedra                 | Pasarón               | 18 000   |
| CE Sabadell        | Sabadell                   | Cruz Alta             | 7 580    |
| Real Saragosse     | Saragosse                  | La Romareda           | 32 416   |
| Séville CF         | Séville                    | Ramón Sánchez-Pizjuán | 46 325   |
| Valence CF         | Valence                    | Mestalla              | 53 436   |

## Classement
| Rang | Équipe              | Pts | J  | G  | N  | P  | Bp | Bc | Diff |
| ---- | ------------------- | --- | -- | -- | -- | -- | -- | -- | ---- |
| 1    | Atlético Madrid     | 44  | 30 | 18 | 8  | 4  | 54 | 20 | +34  |
| 2    | Real Madrid T       | 43  | 30 | 19 | 5  | 6  | 53 | 30 | +23  |
| 3    | CF Barcelone        | 38  | 30 | 16 | 6  | 8  | 51 | 27 | +24  |
| 4    | Real Saragosse C    | 36  | 30 | 14 | 8  | 8  | 47 | 29 | +18  |
| 5    | Atlético Bilbao     | 34  | 30 | 14 | 6  | 10 | 43 | 32 | +11  |
| 6    | Elche CF            | 32  | 30 | 12 | 8  | 10 | 36 | 37 | -1   |
| 7    | Pontevedra CF P     | 31  | 30 | 13 | 5  | 12 | 31 | 34 | -3   |
| 8    | Séville CF          | 27  | 30 | 9  | 9  | 12 | 27 | 38 | -11  |
| 9    | Valence CF          | 27  | 30 | 11 | 5  | 14 | 40 | 35 | +5   |
| 10   | UD Las Palmas       | 26  | 30 | 9  | 8  | 13 | 32 | 39 | -7   |
| 11   | Córdoba CF          | 25  | 30 | 10 | 5  | 15 | 34 | 42 | -8   |
| 12   | Espanyol Barcelone  | 24  | 30 | 7  | 10 | 13 | 31 | 48 | -17  |
| 13   | CD Málaga P         | 24  | 30 | 8  | 8  | 14 | 24 | 37 | -13  |
| 14   | CE Sabadell P       | 23  | 30 | 10 | 3  | 17 | 30 | 46 | -16  |
| 15   | RCD Majorque P      | 23  | 30 | 9  | 5  | 16 | 40 | 55 | -15  |
| 16   | Real Betis Balompié | 23  | 30 | 7  | 9  | 14 | 36 | 60 | -24  |

- Champion, qualification pour la Coupe des clubs champions 1966-1967 en tant que champion
- Qualification pour la Coupe des clubs champions 1966-1967 en tant que tenant du titre
- Qualification pour la Coupe des vainqueurs de coupe de football 1966-1967 en tant que vainqueur de la Coupe d'Espagne
- Qualification pour la Coupe des villes de foires 1966-1967
- Barrages
- Relégation en Segunda División

Barrages de promotion
Les barrages opposent en matchs aller-retour CD Málaga et Grenade CF, deuxième du groupe 1 de division 2 et, CE Sabadell et Celta Vigo, deuxième du groupe 2 de division 2.
| Équipe 1   | Résultat | Équipe 2    | Aller | Retour |
| ---------- | -------- | ----------- | ----- | ------ |
| CD Málaga  | 2-3      | Grenade CF  | 1-1   | 1-2    |
| Celta Vigo | 0-2      | CE Sabadell | 0-0   | 0-2    |

Le CE Sabadell conserve, au terme des rencontres, sa place en Primera División, Grenade CF accède à l'échelon supérieur.

## Bilan de la saison
| Championnat d'Espagne de football 1965-1966 |                            |
| Champion                                    | Atlético Madrid (5e titre) |
| Dauphin                                     | Real Madrid                |
| Coupes et trophées                          |                            |
| Vainqueur de la Coupe d'Espagne 1965-1966   | Real Saragosse             |
| Promotions et relégations                   |                            |
| Promus en Primera División                  | Deportivo La Corogne       |
| Promus en Primera División                  | Hércules Alicante          |
| Promus en Primera División                  | Grenade CF                 |
| Relégués en Segunda División                | CD Málaga                  |
| Relégués en Segunda División                | RCD Majorque               |
| Relégués en Segunda División                | Real Betis Balompié        |